# Кубок Вірменії з футболу 2001
Кубок Вірменії з футболу 2001 — 10-й розіграш кубкового футбольного турніру у Вірменії. Володарем кубка вдруге поспіль стала Міка із Аштарака.

## Перший раунд
Перші матчі відбулися 7-8 квітня, а матчі-відповіді — 12-13 квітня 2001 року.
| Команда 1   | Заг. | Команда 2             | 1-й матч | 2-й матч |
| ----------- | ---- | --------------------- | -------- | -------- |
| Арарат      | 9:0  | СКІФ (Єреван) (2)     | 3:0      | 6:0      |
| Лернагорц   | 3:4  | Карабах (Єреван)      | 1:1      | 2:3      |
| Лорі        | 0:4  | Кілікія               | 0:4      | 0:0      |
| Пюнік-2 (2) | 1:10 | Ширак                 | 1:6      | 0:4      |
| Бананц      | 4:7  | Аракс-Імпекс (Єреван) | 3:5      | 1:2      |
| Динамо-2000 | 2:6  | Пюнік                 | 0:2      | 2:4      |
| Малатія (2) | 1:7  | Міка                  | 1:2      | 0:5      |
| Котайк      | 1:6  | Звартноц              | 0:3      | 1:3      |

## Чвертьфінали
Перші матчі відбулися 22 квітня, а матчі-відповіді — 27 квітня 2001 року.
| Команда 1        | Заг. | Команда 2             | 1-й матч | 2-й матч |
| ---------------- | ---- | --------------------- | -------- | -------- |
| Кілікія          | -:+  | Ширак                 | -:-      | -:-      |
| Карабах (Єреван) | 2:4  | Арарат                | 0:2      | 2:2      |
| Пюнік            | 7:3  | Аракс-Імпекс (Єреван) | 3:3      | 4:0      |
| Звартноц         | 2:3  | Міка                  | 0:1      | 2:2      |

## Півфінали
Перші матчі відбулися 3-4 травня, а матчі-відповіді — 12-13 травня 2001 року.
| Команда 1 | Заг. | Команда 2 | 1-й матч | 2-й матч |
| --------- | ---- | --------- | -------- | -------- |
| Ширак     | 1:3  | Арарат    | 1:2      | 0:1      |
| Міка      | 4:2  | Пюнік     | 2:1      | 2:1      |

## Фінал
| 27 травня 2001 |

| Міка        | 1:1 дч пен. 4:3 | Арарат    |
| ----------- | --------------- | --------- |
| Ніколян 53' |                 | Єсаян 56' |

| Республіканський стадіон імені Вазгена Саркісяна, Єреван Глядачів: 7 500 Арбітр: С.Казарян |